# Otis Worldwide
A Otis Worldwide, anteriormente chamada de Otis Elevator Company, é uma empresa norte-americana, com subsidiárias em mais de 200 países, fabricante de elevadores, escadas rolantes e esteiras rolantes, fundada por Elisha Graves Otis em 1853.
Segundo a própria empresa, a corporação emprega mais de 215 mil funcionários, com faturamento anual superior a US$ 47,8 bilhões(pt-BR) ou mil milhões(pt-PT?).

## OTIS no Mundo
A OTIS elevator company é uma empresa com 153 anos dedicados à industria de transporte vertical. Estava integrada no grupo UTC (United Technologies Corporation), o décimo quinto grupo mundial e detém industrias tais como:
- Pratt & Whitney - motores a jacto para aviões;
- Carrier - ar condicionado;
- OTIS - transporte vertical em edifícios;
- Sikorsky - helicópteros;
- Hamilton Sundstrand - aviónica;
- UTC Fuell Cells - produção de energia não poluente.

Empregando no total 154.000 empregados com um nível de facturação da ordem dos 6500 milhões de euros.
Em termos de estrutura organizacional, a UTC é a holding e as restantes empresas têm estruturas organizacionais independentes.
A OTIS elevator company em termos de estrutura mundial, organiza-se a partir dos Estados Unidos, onde se encontra a sede com a estrutura global e a respectiva presidência. Em termos globais divide-se em cinco áreas, tendo cada área uma vice-presidência às quais reportam as estruturas dos diversos Países. Por exemplo, à área designada por SEA (South European Area) reportam 23 Países entre os quais está Portugal. Os recursos humanos da estrutura organizacional de cada Área acumulam funções na empresa OTIS em que está sediada a vice-presidência.
Em termos de produção a OTIS detém três importantes fábricas na Europa dedicadas a equipamentos para escritórios; equipamentos para habitação e produção de escadas e passadeiras rolantes (United Technologies Corporation, 2009).

## OTIS em Portugal
A Otis Elevadores Lda. dedica-se à montagem de elevadores, escadas e tapetes rolantes, bem como à assistência após a instalação.
Assim, a empresa dedica-se a dois negócios distintos:
Instalação de equipamentos: representa um factor importante na empresa visto que é através dele que a actividade da assistência cresce, representando cerca de 40% do negócio;
Assistência após venda: representa os restantes 60% do negócio e é constituída pela comercialização de:
- novos elevadores para edifícios existentes (BEX);

- modernização de equipamentos antigos (S);

- reparação de elevadores avariados (T);

- manutenção do parque de elevadores contratados (O);

A assistência constitui a principal fonte de rendimento da Otis Elevadores Lda., sendo a venda e instalação de equipamento um meio para atingir um dos principais objectivos, que é o aumento da carteira de clientes com elevadores em manutenção.
Para desenvolver o negócio da assistência, a empresa subdivide o parque de elevadores (cerca de 30000 unidades) de que é contratualmente responsável, em pequenas unidades de negócio que designa por Delegações.
Estas unidades de negócio (Delegações) trabalham por forma a atingir os objectivos anuais para cada actividade, isto é, objectivos a nível de BEX’s, S’s, T’s e O’s.
Em termos organizacionais, cada delegação de serviço com a responsabilidade sobre 2500 unidades necessita da seguinte estrutura:
- chefe de serviço;

- técnico-comerciais;

- supervisores;

- administrativos;

- técnicos de manutenção;

- técnicos de avarias;

- técnicos de reparação/modernização.

Estas unidades de negócio (Delegações) trabalham com objectivos anuais para cada actividade, isto é, objectivos para:
- BEX’s Elevadores novos;

- S’s Modernizações;

- T’s Reparações;

- O Manutenção.

No que se refere à manutenção destacam-se os diversos tipos de serviços que a OTIS oferece:
- Contratos de manutenção OTIS Serviço (OS);

- Contratos de manutenção OTIS controlo (OC);

- Contratos de manutenção OTIS Manutenção (OM).

Por último referimos o Centro de Atendimento OTISLLINE que se encontra disponível 24 horas por dia, 366 dias por ano para atendimento de chamadas a nível Nacional e que faz gestão de todas as solicitações de clientes.
Fabricação: por razões ligadas à dimensão do mercado e aos ciclos de construção civil, a produção de elevadores na Europa está centralizado em três centros de produção equipados com tecnologia de ponta. Como foi explicado no capítulo "OTIS no Mundo", cada centro de produção está especializado em produtos dirigidos a segmentos específicos de mercado (habitação, escritórios e escadas e tapetes rolantes) (Serviço, 2007).

## Identificação da Empresa
Empresa: OTIS ELEVADORES LDA.
A OTIS iniciou o seu negócio a 5 de Dezembro de 1959, tendo sido a sua constituição tornada pública a 27 de Janeiro de 1960 no Diário de Notícias.
Assume uma natureza jurídica com a forma de Sociedade Anónima e o seu registo comercial de Sintra com o número 787, em 1959. Refira-se que recentemente a empresa foi transformada em Sociedade por Quotas, laborando actualmente com a designação "OTIS ELEVADORES, LDA".

## História da empresa
Desde os primórdios dos tempos, passando pela Idade Média até ao século XIII que a força do Homem ou do animal foi usada em dispositivos destinados a içar objectos.
Na última década do século XIX, a engenharia acabava de inverter as estruturas de ferro e de aço, permitindo à arquitectura crescer em altura. Mas os elevadores, indispensáveis para o contínuo desenvolvimento da arquitectura pairavam como uma ameaça, porque os eram produzidos, essencialmente para fins industriais, não eram de confiança e o público evitava-os com medo que caíssem...
- 1853 - Numa feira realizada em Nova Iorque, tudo mudou! Um mecânico de 42 anos, chapéu alto e com uma barba cortada como que à régua subiu a uma plataforma que por meio de um cabo enrolado e um tambor motorizado, foi içada acima dos visitantes. Subitamente este ordenou que o cabo fosse cortado. A multidão agitou-se. A plataforma caiu alguns centímetros e ficou bloqueada. O mecânico, Elisha Graves Otis, tirou o chapéu e exclamou: “Tudo em segurança cavalheiros, tudo em segurança!”

- 1861 – Elisha Graves Otis morre durante uma epidemia diftérica. Charles e Norton, seus filhos, aproveitaram o lugar do pai e assumem o controlo dos negócios.

- 1878 - Apresentação de dois novos aperfeiçoamentos: um elevador hidráulico, capaz de desenvolver alta velocidade e um novo dispositivo de segurança, que fazia parar gradualmente o carro de alta velocidade.

- 1898 - Junção da OTIS com diversas companhias americanas de elevadores, mediante fusão nascendo então a OTIS ELEVATOR COMPANY.

- 1900 - Exposição em Paris, onde a OTIS volta a surpreender com uma nova invenção, a Escalator (escada rolante). E a cidade, tal como a conhecemos, nasceu. As cidades cresceram em altura e céu era o limite.

- 1914 - Mais de 40 companhias independentes, espalhadas por quase todo o mundo, tinham passado a fazer parte da OTIS.

- 1914 a 1950 - As actividades de fabricação, foram interrompidas durante o período das duas Grandes Guerras. Só após a Segunda Guerra Mundial, a empresa retomou a produção e a comercialização, servindo as duas décadas seguintes para a diversificação de produtos no final da década de 60.

- 1959 - É fundada a OTIS PORTUGAL, apresentando uma filosofia de negócio baseada na produção, fornecimento, instalação e manutenção (correctiva).

- 1975 - A OTIS torna-se uma subsidiária de propriedade parcial da United Technologies Corporation.

- 1976 - A OTIS passa de subsidiária a propriedade integral da United Technologies Corporation.

- 1978 - A companhia introduz no mercado a esteira rolante.

- 1980 - Compra da COMPORTEL (Companhia Portuguesa de Elevadores), que se encontrava bastante endividada, por parte da OTIS PORTUGAL.

- 1983 - Alteração da denominação social para COMPORTEL OTIS, SA.

- 1985 - A OTIS PORTUGAL depara-se com um avultado prejuízo, 10 000 contos por mês (5 000 euros). A direcção toma então a decisão – alterar a sua filosofia de produção para uma filosofia de assistência, tendo como "manutenção-palavra chave". É inaugurado o primeiro sistema de elevadores horizontal.

- 1987 - Tendo a engenharia como seu compromisso maior, a OTIS instala centros de pesquisa de Bristol, um complexo de 29 andares destinado à pesquisa e desenvolvimento.

- 1999 a 2004 - A OTIS passa a produzir, detendo a patente, elevadores sem caixa de máquinas e os chamados elevadores de segunda geração, aqueles que não possuem cabos de aço (na substituição destes últimos surgem as cintas de aço) (História, 2007).

## Descrição Geral da Empresa
Missão
A missão da OTIS ELEVATOR COMPANY é, atingir os níveis mais elevados de excelência profissional e servir de inspiração para os elementos de organização, fabricando elevadores e escadas rolantes de alta qualidade, superiores aos produzidas pelos seus concorrentes.
Valores
- Globalização;

- Segurança;

- Qualidade;

- Design;

- Estética;

- Inovação;

- Eficácia;

- Liderança de mercado.

Dimensão
Existem, hoje em dia, mais de 1,9 milhões de elevadores e 130.000 escadas rolantes OTIS em funcionamento e 1,6 milhões de elevadores e escadas rolantes que recebem a assistência OTIS no mundo inteiro.
A OTIS vende aproximadamente 50 mil sistemas de transporte vertical todos os anos – cerca de 22% do mercado de equipamentos do mundo – e emprega cerca de 62.000 pessoas, das quais 22.000 são técnicos de manutenção, que trabalham com o apoio nas redes abrangentes de manutenção, comunicação e atendimento.
A OTIS continua a ser uma empresa global, oferecendo os seus produtos em mais de 200 países e territórios, possuindo fábricas em todos os continentes com a excepção de África e centros de engenharia e testes nos Estados Unidos, Japão, França, Alemanha e Espanha.
Em Portugal, a OTIS ELEVADORES LDA, emprega 627 pessoas, assiste 37.000 elevadores,escadas e tapetes rolantes, a sua sede situa-se em São Carlos, Mem-Martins (Sintra), tendo ainda três direcções regionais (Porto, Coimbra e Albufeira) e seis delegações (Madeira, Braga, Espinho, Viseu, Aveiro e Leiria) (Sobre a Otis, 2007).

## Filosofia da OTIS
Na OTIS Elevadores, LDA, a filosofia da OTIS "mãe" é seguida, sendo manutenção a palavra chave; a venda e montagem de novas unidades tem como objectivo final aumentar a carteira de ascensores em manutenção. Garante postos de trabalho a 627 pessoas, aposta na formação interna como forma de progressão de carreira individual de cada um dos seus elementos. Mantém um bom ritmo de admissão de pessoal, preservando elementos existentes. Assim, com uma atitude centrada na satisfação dos clientes, através dos resultados obtidos e dos meios que coloca à disposição destes, a OTIS conquistou e tem conseguido manter uma posição de liderança no mercado. Os pressupostos primordiais que caracterizam a OTIS, tornando-a na maior companhia de elevadores é a segurança e a qualidade dos produtos comercializados e assistidos.
Se questionarmos qual é a aposta que a OTIS faz para o futuro, a resposta é simples:
- "Continuar a fazer cada vez melhor!"

A actividade global da empresa e toda a sua filosofia de gestão assentam basicamente sobre 2 negócios distintos: os Novos Equipamentos (venda de elevadores, escadas e passadeiras rolantes para edifícios novos) e o Serviço (reparações, manutenção, vendas de elevadores novos para edifícios já existentes).
A OTIS Elevadores LDA, tem como principal orientação uma filosofia de serviço, tendo em conta a grande rentabilidade deste negócio e a liquidez por ele gerada. No entanto, este negócio aparece como consequência da venda de novos equipamentos, o que denuncia a importância da Força de Vendas nesta empresa.
A divisão da actividade global da empresa em negócios distintos, baseia-se no facto de existirem especificidades ao nível da gestão que se concretizam em factores críticos de sucesso para cada um deles:
Novos equipamentos (NF): 
- Força de vendas intensiva, que constitui a base deste negócio;
- Liderança por custos, permitindo uma maior flexibilidade do preço, o que se revela importante neste mercado;
- Design, como fonte de diferenciação do produto;
- Boa gestão logística pois é essencial que a montagem dos equipamentos nos edifícios seja feita dentro dos prazos estabelecidos para que não existam atrasos nas vistorias.

Venda de elevadores novos para edifícios já existentes (BEX): 
- Notoriedade da empresa, pois trata-se de clientes que possivelmente nunca tiveram contacto com uma empresa de elevadores e que decidiram colocar esse equipamento no seu edifício, irão certamente recorrer às empresas que conhecem de nome;
- Flexibilidade operacional de produto, já que só uma empresa faz elevadores “por medida”, consegue adaptar espaços reduzidos à colocação de um equipamento de transporte vertical. A OTIS já desenvolveu um elevador para ser instalado num espaço livre de 1m2.

Reparação para elevadores avariados (T): 
- Rapidez na assistência;
- Qualidade dos técnicos;
- Logística, para fazer face à necessidade de preços/componentes.

Manutenção (O): 
- Capacidade de respostas;
- Regularidade pois os clientes dão grande importância a esta, sendo mesmo um factor decisivo na altura da renovação do contracto de manutenção;

## Imagem da Empresa
Apesar de não deter um reconhecimento de grandes dimensões junto do público em geral, a OTIS Elevedores LDA, goza de prestígio junto do seu público-alvo, o que, levando em linha de conta as características de mercado onde desenvolve a sua actividade, nomeadamente o da construção civil, acaba por ser a notoriedade de que efectivamente necessita.
A partir do momento em que se tem esta realidade, a OTIS é a empresa de maior notoriedade dentro do seu mercado específico, e por arrasto, junto dos seus clientes, nomeadamente as construtoras e grande e pequena dimensão, numa fase de edificação, e também os proprietários dos imóveis (que podem estar corporizados em associações de condóminos), numa fase posterior que engloba a integração de transporte vertical na estrutura do edifício e os aspectos que se prendem com a manutenção ou renovação do parque de ascensores; tal facto traduz-se pela quota de mercado que lhe confere a liderança incontestada no sector e pela sua solidez económica e rentabilidade.
A própria imagem da OTIS revela ser extremamente positiva, agregando factores tais como a aposta intensiva na segurança, na inovação tecnológica (que, pelo seu distanciamento em relação à concorrência, lhe permite realizar uma política de preços nivelada por cima), e no design (factor este também determinante na criação de notoriedade da marca OTIS e da sua consequente diferenciação em relação aos demais concorrentes), ao que podemos acrescentar outros elementos, tais como o facto de ser detentora de um certificado de qualidade ISO 9000.
De referir ainda que a sua associação, ainda que ocasional, junto de eventos de relevância nacional ou internacional, de que é exemplo o patrocínio do Pavilhão do EUA, são um elemento adicional de contribuição para a notoriedade e melhoramento da sua imagem.
De resto, a OTIS opta, em função das especificidade do seu mercado, por uma estratégia comunicacional below the line, dado que não lhe é de todo prioritário o potenciamento da sua notoriedade para um âmbito que extrapole a sua área restrita, optando, desta forma, por um processo de divulgação que o aproxime apenas do seu público alvo.
Em suma, poder-se-á dizer que a OTIS é uma empresa cujos parâmetros de notoriedade e imagem favoráveis estão plenamente preenchidos, dentro do âmbito restrito e específico em que se encontra e onde opera.

## Análise Interna da Empresa
Objectivos
A OTIS Elevadores é a empresa líder no sector de transportes verticais, fruto da atenção dada à qualidade dos seus produtos em todas as suas vertentes, pela relação profissional existente com os seus clientes e com o mercado em geral, e pela reputação que foi granjeando ao longo da sua história empresarial.
Como tal, será lógico enunciar que o seu principal objectivo passa pela preservação da liderança que actualmente assume, e também procurar estender a sua quota de mercado para além daquela que tem actualmente. Numa lógica, poderemos dizer, sistémica, esse objectivo passa também pela natural concretização de outros que lhe são subjacentes, tais como a fidelização de clientes já pertencentes à sua carteira, e também, obviamente pela ampliação dessa mesma carteira. Acrescente-se também a aposta no desenvolvimento das estruturas de apoio e manutenção, intrinsecamente relacionada com o último objectivo descrito, e que tem vindo a provar-se um factor positivo no seu desenvolvimento.
Ainda dentro do campo dos objectivos, mas numa lógica de orientação para o seu interior, a OTIS pretende também a preservação dos seus quadros através da criação de um bom ambiente dentro da empresa, assim como aumentar a qualificação dos trabalhadores e a sua actualização (com apostas na formação, uma das funções de recursos humanos).
Para terminar, tem também como objectivo aquele que será comum a todas as empresas independentemente do sector: o lucro.
Posicionamento
A imagem de que a empresa de maior notoriedade no nosso país na área de ascensores, a OTIS Elevadores, LDA, tem vindo a adquirir ao longo dos anos, é o vértice do seu posicionamento, assente nos alicerces eficácia, tradicionalismo no ramo e sobriedade; valores que são sintetizados na sua máxima "a excelência no transporte vertical", utilizada como transmissor da imagem da empresa, nas suas envolventes, para o exterior. Essa máxima pode ser desmultiplicada em factores que são intrínsecos, e fortificados com a sua própria evolução, e que acabam por constituir os pontos-chave para uma comunicação clara, eficaz e eficiente com o meio envolvente, em consonância com a estratégia global da empresa. Esses factores são:
- Inovação tecnológica;
- Qualidade superior à concorrência;
- Liderança de mercados;
- Pioneirismo no sector;
- Satisfação e confiança dos clientes, consumidores e empregados (em consequência directa ou indirecta dos factores acima indicados).

A OTIS posiciona-se ainda, a nível interno, através da transmissão dos seus valores, duma perspectiva também pedagógica e de formação, nomeada e principalmente no que concerne às questões de segurança, não só para os próprios trabalhadores da empresa, no exercício das suas funções.
Factores chave de sucesso
Estes factores, compreensivelmente, são dominados de forma eficaz pela OTIS Elevadores, LDA, o que explica em parte a liderança que assume no seu sector.
Passamos de seguida à descrição dos factores, que como se comprova, tornam a empresa em análise a detentora maior quota de mercado do sector de transportes verticais:
- Foi-lhe atribuído o "certificado de qualidade" e os melhores sistemas;
- Possui a capacidade de flexibilizar operacionalmente o seu produto, isto é, consegue realizar uma adaptação de espaços reduzidos à instalação de um equipamento de transporte vertical, ao fazer elevadores "por medida";
- Cumpre com os seus clientes, contribuindo assim para a sua fidelização;
- Dispõe de um mecanismo de regulação logística extremamente eficaz, o que lhe permite responder com pontualidade aos prazos estipulados, evitando atrasos nas vistorias;
- Tem como objectivo alcançar o topo de vendas. A liderança por custos permite maior flexibilidade do preço, o que se revela importante neste mercado;
- Os seus produtos provam serem seguros no seu funcionamento;
- Os seus produtos são também os melhores e mais competitivos, com o acréscimo de demonstrarem preocupação no design como factor que o distingue da concorrência;
- A base deste negócio, uma força de vendas agressiva e intensiva, é plenamente assegurada pela OTIS Elevadores, LDA.

A empresa tem vindo a revelar uma relevante eficácia no equilíbrio destes factores, o que lhe assegura não só a liderança do ramo, mas também a sai notoriedade e o reconhecimento, quer interna, quer externamente.
Clima Cultural e Organizacional
Os valores que a OTIS preza acima de tudo podem-se resumir em cinco palavras:
- Globalização;
- Segurança;
- Qualidade;
- Inovação;
- Rapidez.

Segurança
A Segurança para a OTIS é extremamente importante, na medida em que a vida humana está acima de qualquer lucro. Sendo uma cultura essencial, a OTIS dedica, na sua reunião semanal, uma hora para a avaliação da segurança, e o Director Geral é o primeiro responsável por qualquer acidente. Assim, um auditor especializado em segurança realiza inspecções regulares, que são publicadas e dão origem a planos de acção. O cuidado e a preocupação com as roupas dos trabalhadores, com os equipamentos e com os materiais usados e instalados são uma prioridade para esta empresa.
Para fazer sempre melhor é necessário inovar...e é isso mesmo que a OTIS o tem feito através de concursos para a segurança. O concurso “Pensar em Segurança” tem tido uma adesão maciça por parte dos trabalhadores. Este concurso baseia-se em "O que deve fazer a OTIS por forma a poder contribuir ainda mais para a melhoria do Ambiente Higiene & Segurança". Após as sugestões terem sido cuidadosamente analisadas, as melhores valerão um prémio.
Outro concurso existente é "Eu participo...Na melhoria da segurança na OTIS Portugal", e tem por base a irrefutável verdade que diz que faz todo o sentido partilhar a sabedoria a fim de melhorar a segurança. Assim, o sentido crítico entra em funcionamento e faz reconhecer que se tomasse as devidas precauções o acidente não teria acontecido ou teria sido minimizado. As melhores ideias são seleccionadas e divulgadas a nível nacional (salvo se os autores requererem a confidencialidade do seu nome) (Segurança, 2007)..
Existem outros métodos para melhorar a segurança tais como "O risco mais escondido", o "Ai!!!!....Ia sendo", e um sistema de bónus anuais relacionado com acidentes.
Lazer
Na OTIS o lazer e bem-estar também são muito importantes e para isso contribui o fruto cultural e desportivo que realiza jogos, karting, a Festa dos Santos Populares e a Festa de Natal dirigida para os filhos dos empregados...porque as crianças dão um brilho especial ao Natal!!
Existe ainda, um concurso fotográfico que está sujeito a um regulamento e é dirigido a todos os trabalhadores da OTIS e seus familiares. O júri competente selecciona os três melhores que terão direito a um prémio.
ROQ
A “Remoção de Obstáculos à Qualidade” é um boletim que iniciado pelo detector de um problema ou por alguém que tenha uma sugestão de melhoria. Após a identificação do problema e da detecção das consequências desse mesmo problema é pedida uma sugestão para a resolução. Após a análise do problema é apresentada uma acção correctiva que terá de ser aceite pelo iniciador.
Informação
Hoje em dia a Informação é muito importante e por essa razão a OTIS emite regularmente um boletim de informação que pública, para além de outras coisas, curiosidades e os técnicos vencedores de cada mês e respectivos prémios.

## Recursos da Empresa
Recursos Humanos
A empresa considera os recursos humanos essenciais para a sua actividade, deste modo, aposta não só na qualificação do pessoal, mas também na criação de um bom ambiente laboral e na fácil integração de novos funcionários.
Para satisfazer as mais exigentes necessidades dos clientes, dispõem de técnicos com formação superior, alguns dos quais bastante conhecedores do transporte vertical, para além de técnicos qualificados de formação académica diversa, com longa experiência, formação e actualização permanente.
Outro aspecto a referir, está relacionado com a existência de uma cultura departamental forte e com a perspectiva de evolução na carreira. A comprovar este bom ambiente laboral está a celebração de dois eventos anuais: Natal e Santos Populares.
O factor motivação é encarado como sendo de bastante importância para a empresa, que adopta uma política de incentivos monetários e não monetários. Em relação aos primeiros, verificam-se incentivos associados a resultados obtidos para os chefes de secção, as vendas para os técnicos comerciais e a qualidade para os funcionários da área técnica. Contudo o Director de Recursos Humanos, considera muito mais importante as questões relacionadas com a segurança dos trabalhadores, procurando incentivá-los através da possibilidade de desenvolverem a sua actividade num ambiente laboral de elevada segurança.
Recursos Organizacionais
São recursos que não têm geralmente um valor quantificável por si próprios, ou seja, é difícil proceder à sua avaliação em termos monetários, sendo o seu papel reflectido no valor dos activos intangíveis da empresa.
A Otis Elevadores Lda tem como principais recursos organizacionais a capacidade de inovação tecnológica, notoriedade da marca, e a reputação existente no mercado. A prova disto, é o facto de ter sido reconhecida pelo Instituto Português da Qualidade com o certificado de qualidade ISO 9001.
No desenvolvimento da sua actividade, a empresa prima pela qualidade e segurança, para assim continuar a satisfazer os clientes, no entanto o ambiente é também e cada vez mais uma preocupação.

## Competências Centrais
É de salientar a qualidade existente nos serviços prestados, assim como a flexibilidade operacional existente, que permite uma assistência num curto espaço de tempo. O rigoroso cumprimento dos prazos e a forte imagem de marca da Otis constituem igualmente factores de relevância para os clientes.
As competências centrais da empresa permitiram o acesso a novos mercados, acesso este, impulsionado pelo domínio da tecnologia utilizada na indústria vertical, que permitiu diversificar com sucesso dos elevadores para as escadas e tapetes rolantes.
Em suma, a existência de um certificado de qualidade associado à notoriedade da marca existente na gama de produtos e serviços baseadas numa constante inovação, acrescentam valor à empresa.

## Clientes
As empresas têm como principal objectivo, independentemente do sector onde estão inseridas, atrair e manter os clientes. Contudo, nem sempre é fácil concretizar tal objectivo, visto que neste sector as empresas têm clientes com características específicas e necessidades variadas. Torna-se então necessário, agrupar os clientes em segmentos de mercado, isto é, identificar grupos homogéneos de acordo com os seus padrões de consumo de modo a adequar a gestão empresarial a cada um deles. Convém referir que um segmento, só justifica uma estratégia exclusiva, a partir do momento em que se revelar proveitoso para a empresa em termos de potencial de vendas ou de lucros.
No caso da Otis Elevadores Lda. existem dois mercados genéricos: novos equipamentos e a assistência.

## Produtos/Equipamentos
- GEN2;
- OTIS 2000 MRL VF;
- OTIS 2000 VF;
- OTIS 2000 H EASIER;
- OTIS 2000 H;
- OTIS 2000 E;
- OTIS PANORAMA;
- OTIS MA;
- 506 NCE;
- 513 NPE;
- 606 NCT;
- 610 NPT;
- MINI-UP.

No que diz respeito aos produtos, os mercados alvo variam consoante as características dos equipamentos que são concebidos, tendo em conta o segmento a satisfazer. As diferentes gamas de produtos surgem, de forma a satisfazer as diferentes necessidades dos diversos segmentos de mercado. Associados à diversidade de produtos, estão ainda factores de ordem tecnológica, dimensional e estética.
A tecnologia é desenvolvida tendo em consideração o tipo de tráfego existente nos edifícios, bem como os índices de resposta necessários à satisfação dos requisitos dos clientes. Destacam-se a velocidade do equipamento, o tempo de viagem, paragem, abertura e fecho de portas, bem como, a gestão de tráfego através de microprocessadores com aplicações de software sofisticado.
Em relação à prestação de serviços, verifica-se que estes são genéricos a todos os segmentos, com excepção das modernizações ao nível das habitações correspondentes a um nível sócio-económico baixo.
Deste modo, o negócio de novos equipamentos representa um factor importante na empresa pois é através dele que o negócio principal (assistência) se revela (Elevadores, 2007) (Escadas e Tapetes Rolantes, 2007).

## Integração Vertical
Pesquisa e desenvolvimento – esta função é realizada fora da empresa, ou seja, os métodos de desenvolvimento e pesquisa são provenientes da Otis Elevator Company, deste modo, a função apresenta um grau de externalização.
A empresa mãe possui um centro de pesquisa e desenvolvimento, entre outros, com 29 andares nos EUA onde a tecnologia é estudada, desenvolvida e testada.
Os produtos passam por:
- Sistemas de monituragem de avarias por controlo remoto, através do REM (Remote Elevator Monitoring), sistema que funciona com um elo de monitorização permanente entre o elevador e a OtisLine (Monitorização Remota de Elevadores, 2007);
- Desenvolvimento do AC variable – frequency drives, que correspondem a sistemas que visam o melhoramento e aperfeiçoamento da performanace do elevador, reduzindo os seus problemas, peso, controlos, criando uma melhor suspensão activa, para melhorar o deslocamento, principalmente num elevador de alta velocidade;

Compras e Produção - a grande maioria dos equipamentos são fabricados no estrangeiro em filiais do grupo Otis, apenas em ocasiões raras são adquiridas peças em Portugal, não existindo produção no nosso país. Mais uma vez se verifica que as funções de compra e produção são realizadas externamente.
Marketing – todas as acções que têm em vista a divulgação dos produtos e serviços da empresa, como por exemplo a elaboração de catálogos com a descrição dos produtos e serviços, que, apesar de respeitarem os padrões da empresa mãe, são realizados internamente. Como se trata de uma função necessária à actividade central, concluí-se que se está a integrar verticalmente a montante.
Distribuição – esta função é assegurada pela empresa através de canais privilegiados a nível de distribuição, caracterizando-se como integração vertical a montante, visto que antecede a função principal.
Controlo de qualidade – sempre constituiu uma das maiores preocupações da empresa que se reflecte no desenvolvimento de um processo de melhoria de qualidade a nível dos projectos, da montagem, da venda, da manutenção e das competências administrativas que é essencial para transmitir uma imagem de confiança no mercado, porque, para a Otis a qualidade não se controla mas cria-se ao longo do tempo. Apostando num produto seguro, com fiabilidade efectiva a nível do trabalho. Função esta igualmente integrada a montante.
Venda de equipamento - é realizada internamente pela empresa, sendo considerada a actividade impulsionadora de toda a dinâmica da empresa, visto que está na base do principal negócio que é a assistência.
Serviço (Assistência) – esta função corresponde à essência do negócio, traduzindo a maior fonte de receitas. A sua realização é feita internamente e posterior à actividade central que a dinamiza, deste modo estamos perante uma integração vertical a jusante.